# Éditions Le Pré aux clercs
 (mai 2022).
Les Éditions Le Pré aux Clercs sont une marque d'édition française appartenant à la société Place des éditeurs et spécialisée dans la fantasy, le fantastique et l'ésotérisme. Parmi les auteurs publiés, citons Édouard Brasey, qui a remporté le prix Imaginales spécial du jury et le prix de l'Imagerie d'Epinal en 2006, Sire Cédric, prix Merlin 2007, prix Polar 2010 et prix Ciné+ Frisson 2011, Stéphanie Brasey ou l'illustratrice Sandrine Gestin.

## Auteurs publiés
- Jean-Claude Barreau